# Джонс, Деуан
Деуан Лайтелл Джонс (англ. DeJuan Lytelle Jones; 24 июня 1997, Лансинг, Мичиган, США) — американский футболист, левый защитник клуба «Коламбус Крю» и сборной США.

## Карьера

### Университетский футбол
В 2015—2018 годах Джонс обучался в Университете штата Мичиган по специальности «Образование» и играл за университетскую футбольную команду «Мичиган Стейт Спартанс». В Национальной ассоциации студенческого спорта сыграл 76 матчей, отдал 14 результативных передач и забил 16 мячей.
В студенческие годы также выступал в Премьер-лиге развития ЮСЛ: в 2017 году — за клуб «Мертл-Бич Мьютини», в 2018 году — за клуб «Лансинг Юнайтед».

### Клубная карьера
11 января 2019 года на Супердрафте MLS Джонс был выбран в первом раунде под общим 11-м номером клубом «Нью-Инглэнд Революшн». Клуб подписал с ним контракт 25 февраля. Его профессиональный дебют состоялся 24 марта в матче против «Цинциннати», в котором он вышел на замену вместо Эдгара Кастильо на 78-й минуте. 27 апреля в матче против «Спортинга Канзас-Сити» забил свой первый гол в профессиональной карьере. 15 ноября Джонс перезаключил контракт с «Нью-Инглэнд Революшн». 15 декабря 2021 года Джонс продлил контракт с «Нью-Инглэнд Революшн» на три года, до конца сезона 2024, с опцией ещё на один год. 18 января 2024 года Джонс подписал с «Нью-Инглэнд Революшн» новый четырёхлетний контракт до конца сезона 2027.
31 июля 2024 года «Нью-Инглэнд Революшн» обменял Джонса «Коламбус Крю» на Уилла Сэндса и $600 тыс. в общих распределительных средствах. За «Крю» он дебютировал 9 августа в матче Кубка лиг 2024 против «Спортинга Канзас-Сити», в котором вышел на замену вместо Макса Арфстена на 76-й минуте и всего через минуту забил гол.

### Международная карьера
6 января 2022 года Джонс был вызван в сборную США, в ежегодный январский тренировочный лагерь.
18 января 2023 года Джонс был вновь вызван в январский тренировочный лагерь американской сборной, завершавшийся товарищескими матчами со сборными Сербии и Колумбии. 25 января в матче с сербами он дебютировал за звёздно-полосатую дружину, выйдя на замену во втором тайме вместо Юлиана Гресселя. Был включён в состав сборной на Золотой кубок КОНКАКАФ 2023.

## Достижения
Командные
 «Нью-Инглэнд Революшн»
- Победитель регулярного чемпионата MLS: 2021

## Статистика выступлений

### Клубная статистика
| Выступление          | Выступление      | Выступление      | Лига | Лига | Плей-офф | Плей-офф | Кубок | Кубок | Континент | Континент | Итого | Итого |
| Клуб                 | Лига             | Сезон            | Игры | Голы | Игры     | Голы     | Игры  | Голы  | Игры      | Голы      | Игры  | Голы  |
| -------------------- | ---------------- | ---------------- | ---- | ---- | -------- | -------- | ----- | ----- | --------- | --------- | ----- | ----- |
| Нью-Инглэнд Революшн | MLS              | 2019             | 20   | 1    | 1        | 0        | 1     | 0     | —         | —         | 22    | 1     |
| Нью-Инглэнд Революшн | MLS              | 2020             | 18   | 0    | 5        | 0        | —     | —     | —         | —         | 23    | 0     |
| Нью-Инглэнд Революшн | MLS              | 2021             | 31   | 3    | 1        | 0        | —     | —     | —         | —         | 32    | 3     |
| Нью-Инглэнд Революшн | MLS              | 2022             | 31   | 1    | —        | —        | 2     | 0     | 2         | 0         | 35    | 1     |
| Нью-Инглэнд Революшн | MLS              | 2023             | 25   | 1    | 2        | 0        | 0     | 0     | 4         | 0         | 31    | 1     |
| Нью-Инглэнд Революшн | MLS              | 2024             | 17   | 0    | —        | —        | —     | —     | 5         | 0         | 22    | 0     |
| Нью-Инглэнд Революшн | Итого            | Итого            | 142  | 6    | 9        | 0        | 3     | 0     | 11        | 0         | 165   | 6     |
| Коламбус Крю         | MLS              | 2024             | 0    | 0    | —        | —        | —     | —     | 3         | 1         | 3     | 1     |
| Всего за карьеру     | Всего за карьеру | Всего за карьеру | 142  | 6    | 9        | 0        | 3     | 0     | 14        | 1         | 168   | 7     |

Источники: Transfermarkt, Soccerway, Footballdatabase.eu.

### Международная статистика
| Команда | Год   | Игры | Голы |
| ------- | ----- | ---- | ---- |
| США     |       |      |      |
| 2023    | 7     | 0    |      |
| 2024    | 1     | 0    |      |
| Всего   | Всего | 8    | 0    |

Источник: National Football Teams.